# 海龙厅
海龙厅，中国清朝末年设立的厅。
光绪五年（1879年）置，治所在今吉林省梅河口市东北海龙镇。属奉天府。设抚民通判。二十八年（1902年）升为海龙府。 